# جامعة بانغكا - بليتونغ
جامعة بانغكا بليتونغ (بالإندونيسية: Universitas Bangka Belitung)، هي مؤسسة تعليم عالي تقع ميراوانج، مديرية بانغكا، بانغكا - بليتونغ إندونيسيا . افتتحت رسميا في 12 أبريل 2006.

## كليات
- كلية الهندسة
- كلية الزراعة وعلم الأسماك وعلم الأحياء
- كلية الحقوق
- كلية علوم الاجتماعية وعلوم السياسة
- كلية الاقتصادية

## الوصلات الخارجية
- (بالإندونيسية) الموقع الرسمي لجامعة بانغكا - بليتونغ